# Luchta
Luchta ['Luxta] (ev. „der Leuchtende“), auch Luchtar, Luchtaire und Luchtaine, ist eine Sagengestalt in der keltischen Mythologie Irlands. 
Er gehört zu den Túatha Dé Danann und wird im Lebor Gabala Eirenn als Sohn des Luachaid und der Danu bezeichnet. Als Zimmermann versorgt er in der Schlacht von Mag Tuired  die Túatha Dé Danann mit Speerschäften und Schilden. Sein Bruder Goibniu schmiedet für die Kämpfer mit drei Schlägen Lanzenspitzen und Schwerter, Luchta haut mit drei Beilschlägen den Schaft zu und sein zweiter Bruder Credne befestigt sie mit drei Schlägen daran. Deshalb werden die Brüder die drei Götter des Handwerks (Trí dé Dána) genannt.